# Nils August Wilander
Nils August Wilander, född 3 juli 1808 i Stockholm, död där 22 april 1885, var en svensk läkare.
Wilander blev elev på apoteket Hvita Björn i Stockholm 1823, student vid Uppsala universitet 1828, medicine kandidat 1834, medicine licentiat 1836 och medicine doktor 1837. Han var adjunkt i kemi vid Karolinska institutet i Stockholm 1835–39 och 1845–48, laborator vid Farmaceutiska institutet 1845 samt professor i kemi och kemisk teknologi vid Teknologiska institutet 1847–51. Han var innehavare av en kemisk fabrik i Stockholm från 1842, konstruerade den så kallade Wilanderlampan och invaldes som ledamot av Lantbruksakademien 1848.